# Нойхаузен-ауф-ден-Фильдерн
Нойхаузен-ауф-ден-Фильдерн (нем. Neuhausen auf den Fildern) — община в Германии, в земле Баден-Вюртемберг.
Подчиняется административному округу Штутгарт. Входит в состав района Эслинген. Население составляет 11 349 человек (на 31 декабря 2010 года). Занимает площадь 12,47 км².

## Города-побратимы
- Перонна (Франция, с 1988)

## Фотографии

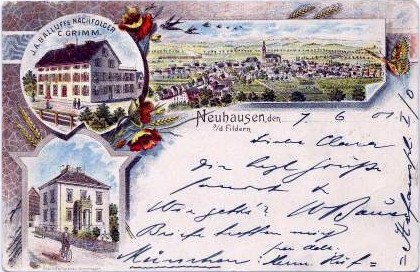
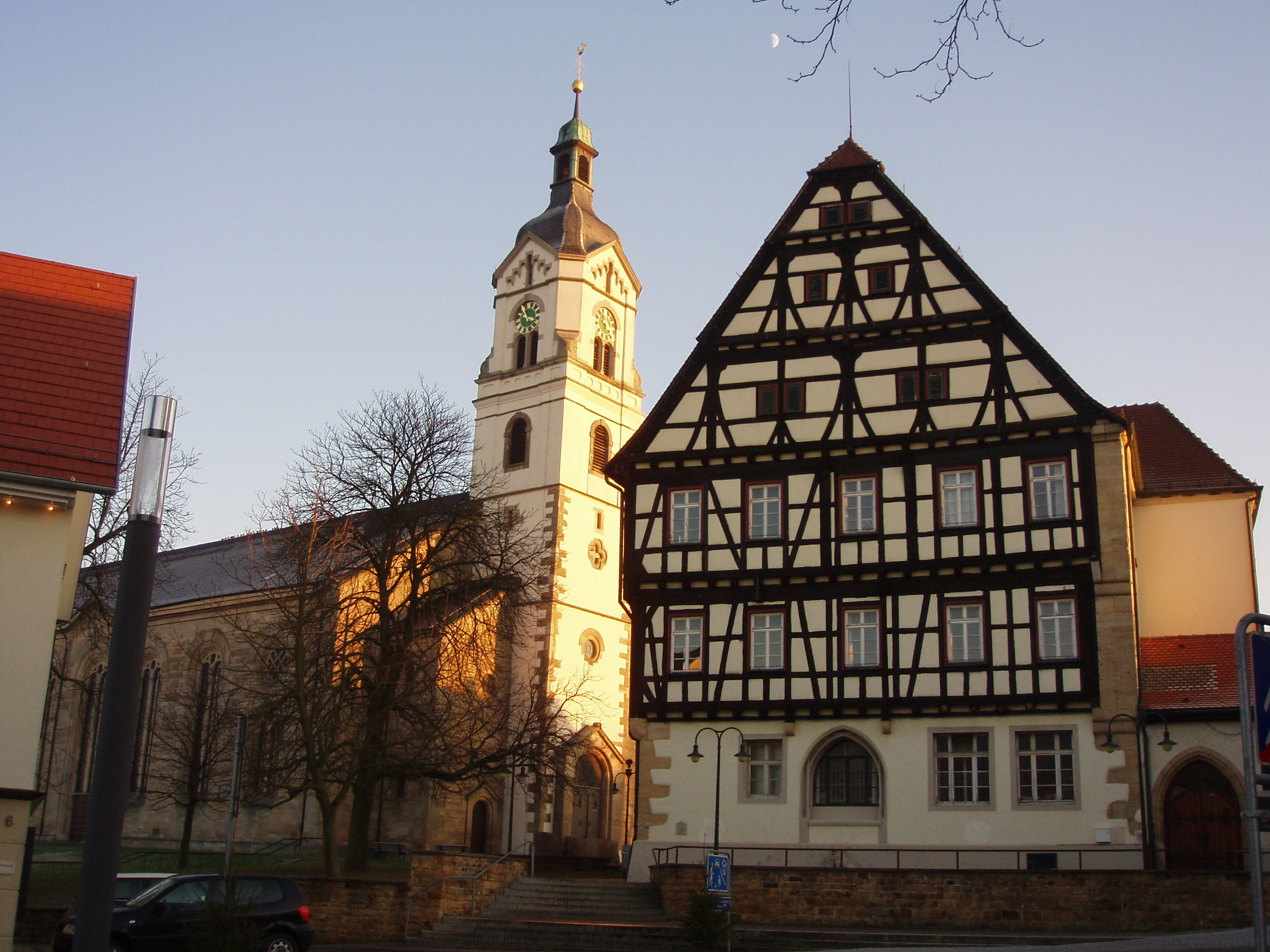
Замок
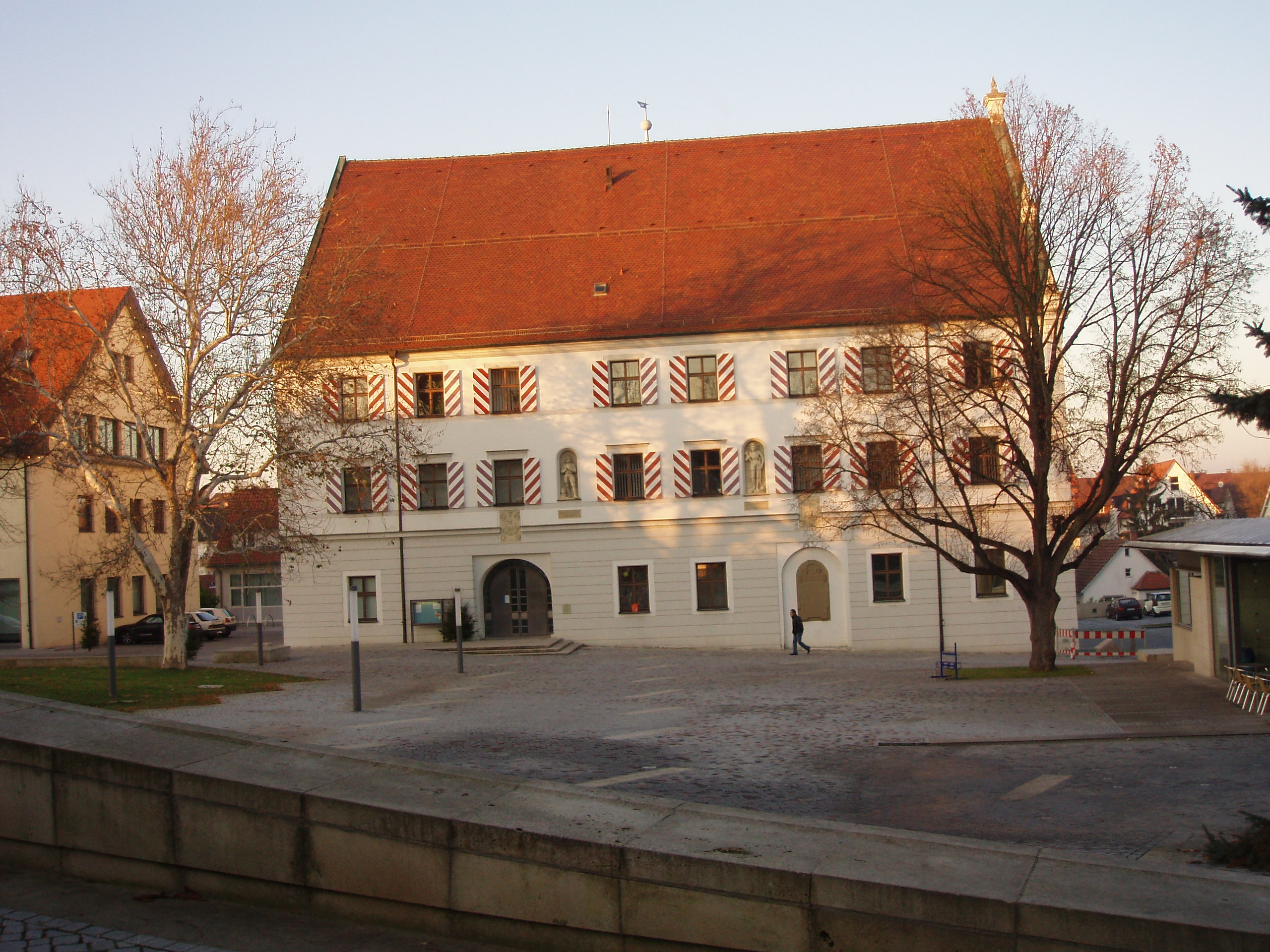